# Emma Marwedel
Emma Jacobina Christiana Marwedel (* 27. Februar 1818 in Münden, Königreich Hannover; † 17. November 1893 in San Francisco, Kalifornien, Vereinigte Staaten) war eine deutschamerikanische Reformpädagogin.

## Leben

### Frühe Jahre in Deutschland
Marwedel wurde 1818 in Münden im damaligen Königreich Hannover als ältestes von fünf Kindern geboren. Ihr Vater Heinrich Ludwig Marwedel hatte als Offizier in den Befreiungskriegen in der King’s German Legion gedient und war zum Zeitpunkt ihrer Geburt Amtsassessor im Amt Münden. Durch den frühen Tod ihrer Mutter übernahm sie schon früh Verantwortung für die Erziehung ihrer Geschwister und den Haushalt der Familie und suchte schließlich einen Brotverdienst, als auch ihr Vater verstarb. Sie entschied sich, eine Laufbahn als Pädagogin für Kleinkinder und Frauen einzuschlagen, und brachte sich das nötige Wissen dazu hauptsächlich selbst bei. Einer anderen Quelle zufolge soll die Erziehung der Marwedel-Kinder zunächst von einem hannoverischen Staatsminister übernommen worden sein. Tatsächlich liegt vieles über Marwedels frühe Jahre im Unklaren. 1865 ist sie in Leipzig nachweisbar, wo sie in jenem Jahr eine Lehranstalt für höhere Töchter zur Ausbildung im Weißzeugfertigen, Putzmachen und Schneidern, sowie in den zum kaufmännischen Betriebe solcher Geschäfte nöthigen Wissenschaften, Sprachen und Kunstfertigkeiten gründete. Im selben Jahr gehörte sie dort zusammen mit Louise Otto-Peters, Ottilie von Steyber, Henriette Goldschmidt, Auguste Schmidt und anderen zu den Mitbegründerinnen des Leipziger Frauenbildungsvereins und war ebenfalls an der Gründung des Allgemeinen Deutschen Frauenvereins beteiligt.
Wenig später baute sie offenbar in Hamburg einen Kindergarten und eine Schule mit Werkunterricht für Mädchen auf und gehört damit zu den Pionierinnen des Kindergartenkonzepts von Friedrich Fröbel. Im Gegensatz zur damals üblichen, auf Drill und Disziplin ausgerichteten Kindererziehung plädierten Fröbel und seine Anhänger dafür, den Kindern durch freie und spielerische Erziehung grundlegende gesellschaftliche Werte beizubringen. 1867 wurde sie daher in Hamburg von der US-Amerikanerin Elizabeth P. Peabody besucht, einer transzendentalistischen Intellektuellen, die Interesse an Fröbels Lehren gezeigt hatte. Marwedel überzeugte Peabody von Fröbels Ideen, und während Peabody anschließend Fröbels Ideen in den Vereinigten Staaten verbreitete, entschied sich Marwedel drei Jahre später, selbst in die Vereinigten Staaten auszuwandern. Die Hamburger Jahre hatten jedoch schon die beiden Hauptlebensinhalte Marwedels aufgezeigt: die handwerkliche Ausbildung von Mädchen und das Eintreten für Fröbels Kindergartenkonzept. Letztlich war sie überzeugt, durch ihr Engagement zu einer besseren Welt beizutragen.

### Leben in den USA
In den USA baute Marwedel zunächst in Brentwood auf Long Island eine wenig erfolgreiche handwerklich-technische Ausbildungsstätte für Mädchen auf. Wenig später ging sie nach Washington, D.C., wo sie erneut eine Werksschule sowie einen Kindergarten und eine Ausbildungsstätte für Kindergärtnerinnen gründete. Diese Unterfangen waren wesentlich erfolgreicher und wurden nicht zuletzt von führenden Politikern wie dem späteren US-Präsidenten James A. Garfield und dem damaligen Sprecher des Repräsentantenhauses James G. Blaine unterstützt. Im Jahr 1876 zog Marwedel auf Anregung von Caroline Severance nach Kalifornien, wo sie in Los Angeles den California Model Kindergarten und die Pacific Normal Training School for Kindergartners gründete. Zu ihren Schülerinnen in der Berufsschule gehörte die spätere Reformpädagogin und Kinderbuchautorin Kate Douglas Smith. Daneben unterhielt Marwedel in Los Angeles auch eine Abendschule für industrial education. Obwohl Marwedels Projekte finanziell durch Caroline Severance unterstützt wurden, wurden diese trotzdem nicht im erhofften Maße angenommen. Deshalb zog Marwedel 1878 nach Oakland weiter, wo sie einen privaten Kindergarten gründete. Im gleichen Jahr war sie Gründungsmitglied des Vorstandes der Public Kindergarten Society of San Francisco. Ihre „Meisterschülerin“ Kate Douglas Smith eröffnete wenig später in San Francisco den von dieser Organisation unterstützten ersten öffentlichen Kindergarten der US-Westküste; Marwedel selbst hatte Smith für diese Leitungsposition empfohlen.
1880 zog sie selbst nach San Francisco, wo sie einen weiteren Kindergarten eröffnete. Sowohl in San Francisco als auch in Berkeley betreute sie in den 1880ern noch aktiv Kindergärten. Ferner interessierte sie sich auch für die Seite der Mutter und gab Lehrkurse für angehende Mütter. Zusätzlich zur praktischen Arbeit veröffentlichte Marwedel einige theoretische Schriften zum Kindergarten und zur Kindererziehung, insbesondere Conscious Motherhood (1887). Im Jahr 1893 war ihr Wirken Teil der World’s Columbian Exposition in Chicago. Sie besuchte die Ausstellung noch, starb aber wenige Monate später, im November 1893, im German Hospital von San Francisco im Alter von 75 Jahren. Ihr Grab befindet sich in Oakland. In Gedenken an Marwedel gab es in den ersten Jahrzehnten des 20. Jahrhunderts in San Francisco die Emma Marwedel School. Jener Kindergarten war nach dem schweren Erdbeben von San Francisco 1906 der erste Kindergarten der neu errichteten Stadt und war bis zum Zweiten Weltkrieg in Betrieb.

## Werke (Auswahl)
- Warum bedürfen wir weiblicher Gewerbeschulen und wie sollen sie angelegt sein? Erläutert vom socialen Standpunkte unserer Zeit. Herman Grüning, Hamburg 1868.
- Conscious Motherhood; Or, the Earliest Unfolding of the Child in the Cradle, Nursery, and Kindergarten. Interstate Publishing Company, Boston 1887 (Digitalisat).
- Childhood’s Poetry & Studies, in the Life, Form, and Colours of Nature. Zwei Bände. Kenny & Co., London 1888.
  - Der Kindheit Poesie und Studium in dem Leben, den Formen und Farben der Natur. Bruno Zechel, Leipzig 1888.
- The Missing Link, and the Continuation of the Development of the Child from the Kindergarten to the Manual-Labor School. Boston und New York, 1889.
- The Connecting Link, To Continue the Three-Fold Development of the Child. McGill & Wallace, Washington, D.C. 1891.
- Hints to Teachers: In Connection with Twelve Form, Color and Number Charts, Introducing Froebel's Deductive Method Based on Psychological Principles for Home, Kindergarten, Principals and Their Teachers. P. M. Diers & Company, San Francisco 1893.